# Décembre 1774

## Événements
- 6 décembre : réforme de l’enseignement secondaire en Autriche et en Bohême[1]. Une ordonnance rédigée par l’abbé Ignace Felbiger (de) réorganise les écoles élémentaires fondées sur la lecture, l’écriture et le calcul. Enseignement obligatoire pour tous entre 6 et 12 ans.

- 17 décembre[2] : effondrement des Carrières souterraines de Paris rue d'Enfer, engloutissant les habitations en surface sur plusieurs centaines de mètres.

## Décès
- 16 décembre : François Quesnay, médecin et économiste physiocrate français (1694-1774).